# Lodoletta (nome)
Lodoletta  è un nome proprio di persona italiano femminile.

## Origine e diffusione

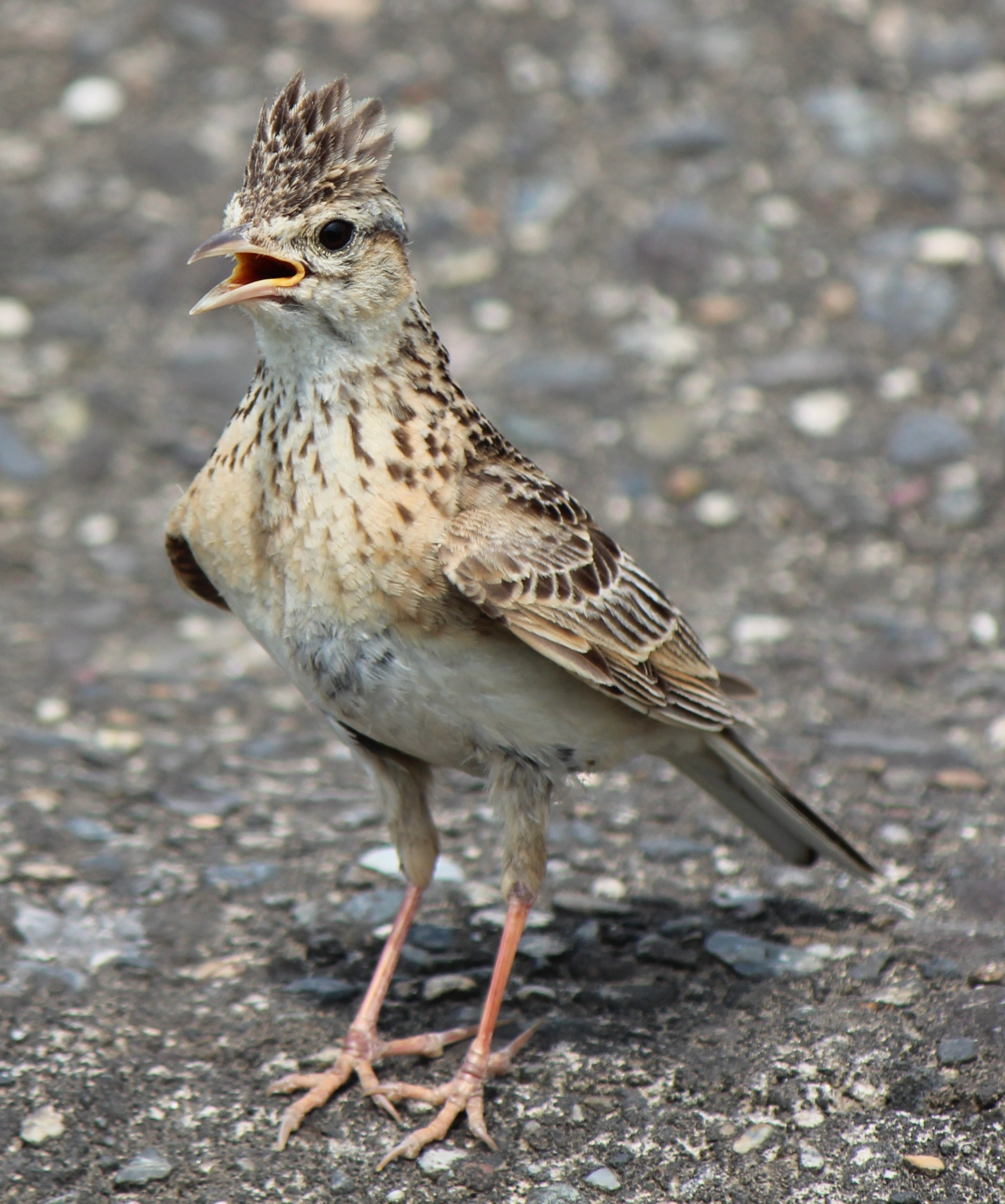
Un'allodola

È un nome di tradizione teatrale, ripreso dalla protagonista dell'opera tragica di Mascagni Lodoletta e diffuso quasi solamente in Toscana. Etimologicamente, è un diminutivo di lodola, variante prevalentemente toscana di "allodola" (da un diminutivo del latino alauda, forse di origine gallica).

## Onomastico
Si tratta di un nome adespota, cioè privo di santa patrona; l'onomastico si festeggia, quindi, il 1º novembre, in occasione di Ognissanti.

## Il nome nelle arti
- Lodoletta è il nome della protagonista dell'omonima opera lirica di Pietro Mascagni.